# 国家公务员局
国家公务员局，是中共中央组织部加挂的牌子（自2018年3月起），负责国家公务员錄用調配、考核獎懲、培訓和工資福利等事務。

## 沿革
2008年3月15日，第十一届全国人民代表大会第一次会议通过《第十一届全国人民代表大会第一次会议关于国务院机构改革方案的决定》，批准《国务院机构改革方案》。方案规定：“组建人力资源和社会保障部。将人事部、劳动和社会保障部的职责整合划入人力资源和社会保障部。组建国家公务员局，由人力资源和社会保障部管理。不再保留人事部、劳动和社会保障部”。组建时，国家公务员局是副部级国务院部委管理的国家局，由中华人民共和国人力资源和社会保障部管理。主要職責是統一管理公務員錄用調配、考核獎懲、培訓和工資福利等事務，研究擬訂公務員管理政策和法律法規草案並組織實施，指導全國公務員隊伍建設和績效管理，負責國家公務員管理國際交流合作等。
2008年3月31日，新组建的“中华人民共和国人力资源和社会保障部”和“国家公务员局”正式挂牌，由人力资源和社会保障部部长尹蔚民揭牌。2008年7月22日，国家公务员局召开成立大会，宣布了局领导班子分工和各司处人员名单。至此，局工作人员已全部到位，国家公务员局组建工作基本完成。
2018年机构改革前，国家公务员局设置内设机构5个。
2018年3月中共中央印发的《深化党和国家机构改革方案》称“中央组织部统一管理公务员工作。为更好落实党管干部原则，加强党对公务员队伍的集中统一领导，更好统筹干部管理，建立健全统一规范高效的公务员管理体制，将国家公务员局并入中央组织部。中央组织部对外保留国家公务员局牌子。”“调整后，中央组织部在公务员管理方面的主要职责是，统一管理公务员录用调配、考核奖惩、培训和工资福利等事务，研究拟订公务员管理政策和法律法规草案并组织实施，指导全国公务员队伍建设和绩效管理，负责国家公务员管理国际交流合作等。”“不再保留单设的国家公务员局。”

## 职责
2018年机构改革前，国家公务员局的主要职责是：
1. 会同有关部门起草公务员分类、录用、考核、奖惩、任用、培训、辞退等方面的法律法规草案，拟订事业单位工作人员参照公务员法管理办法和聘任制公务员管理办法，并组织实施和监督检查。
2. 拟订公务员行为规范、职业道德建设和能力建设政策，拟订公务员职位分类标准和管理办法，依法对公务员实施监督，负责公务员信息统计管理工作。
3. 完善公务员考试录用制度，负责组织中央国家机关公务员、参照公务员法管理单位工作人员的考试录用工作。
4. 完善公务员考核制度，拟订公务员培训规划、计划和标准，负责组织中央国家机关公务员培训工作。
5. 完善公务员申诉控告制度和聘任制公务员人事争议仲裁制度，保障公务员合法权益。
6. 会同有关部门拟订国家荣誉制度、政府奖励制度草案，审核以国家名义奖励的人选，指导和协调政府奖励工作，审核以国务院名义实施的奖励活动。
7. 承办国务院及人力资源社会保障部交办的其他事项[10]。

## 机构设置
机构改革后，中国共产党中央委员会组织部对外保留国家公务员局牌子。中央组织部在公务员工作方面设置下列机构：
- 公务员一局
- 公务员二局
- 公务员三局

## 历任领导
| 局长 1. 尹蔚民（2008年3月—2014年8月，中共中央组织部副部长、人力资源和社会保障部部长兼） 2. 信长星（2014年8月—2016年10月，人力资源和社会保障部副部长兼） 3. 傅兴国（2016年12月—2022年7月；2016年12月—2018年4月，人力资源和社会保障部副部长兼；2018年7月—2022年7月，中共中央组织部副部长兼） 4. 朱建平（2022年8月—2023年2月） 5. 徐启方（2023年2月—2025年2月，中共中央组织部副部长兼） 6. 齐家滨（2025年2月—，中共中央组织部副部长兼） 副局长 - 杨士秋（2008年3月—2014年8月，人力资源和社会保障部副部长兼） - 周泽民（2008年7月—2009年3月） - 信长星（2008年7月—2010年9月） - 傅兴国（2008年7月—2011年12月） - 吴云华（2009年4月—2016年10月） - 陈刚（2010年12月—2016年10月） - 杨春光（2012年1月—2014年9月）（副部长级） - 卢雍政（2013年5月—2016年3月） - 朱建平（2016年10月—2018年3月） - 张义全（2016年10月—2018年3月） - 杨春光（2016年10月—2018年3月） | 党组书记 1. 杨士秋（2008年3月—2014年8月） 2. 信长星（2014年8月—2016年10月） 3. 傅兴国（2016年12月—2018年3月） 党组成员 - 周泽民（2008年7月—2009年3月） - 信长星（2008年7月—2010年9月） - 傅兴国（2008年7月—2011年12月） - 吴云华（2009年4月—2016年10月） - 陈刚（2010年12月—2016年10月） - 杨春光（2012年1月—2014年9月） - 卢雍政（2013年5月—2016年3月） - 朱建平（2016年10月—2018年3月） - 张义全（2016年10月—2018年3月） - 杨春光（2016年10月—2018年3月） |